# Cheirolophus
Cheirolophus là một chi thực vật có hoa trong họ Cúc (Asteraceae).

## Loài
Chi Cheirolophus gồm các loài: